# Cockpit

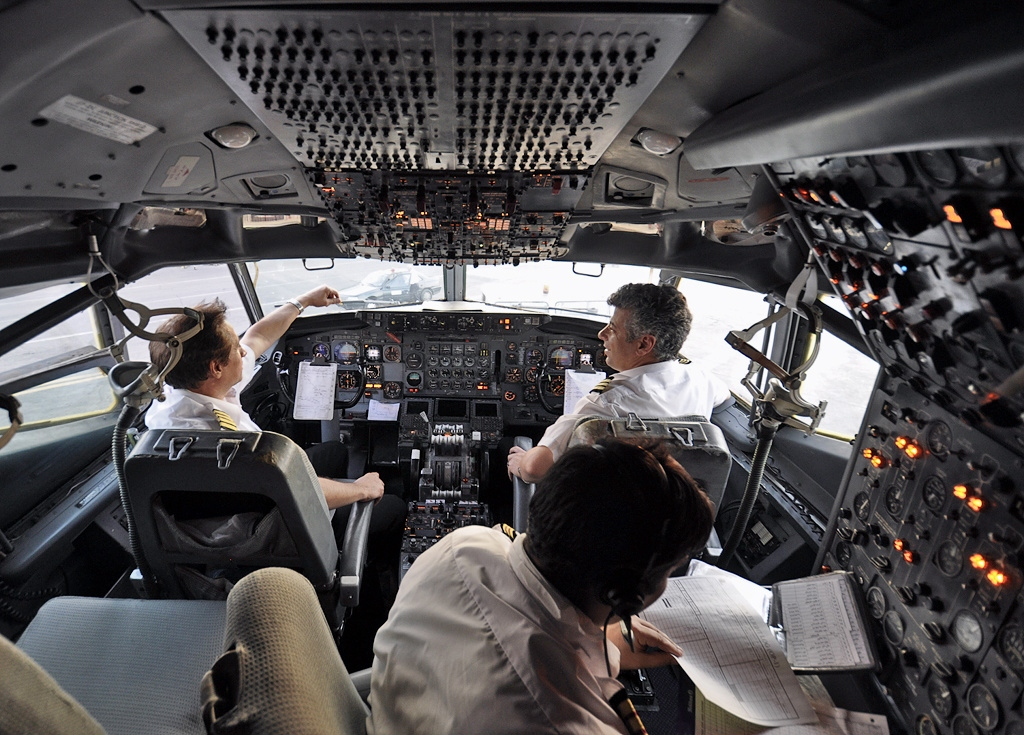
Interaktives Bild: Cockpit einer Boeing 707 aus den 1960er-Jahren mit Kapitän, Co-Pilot und Flugingenieur (2012)

Das Cockpit (auch Pilotenkanzel/Flugzeugkanzel oder Flight Deck) ist ein Teil eines Luftfahrzeuges und der Arbeitsplatz von Piloten und gegebenenfalls eines Flugingenieurs. Sein Gegenstück auf großen Luftschiffen ist die Kommandobrücke. Vom Cockpit aus wird die Steuerung vorgenommen. Ferner werden hier die fliegerischen und technischen Prozesse veranlasst und kontrolliert.

## Begriffsherkunft
Der Begriff Cockpit ist der Segelschifffahrt entlehnt und bezeichnet dort den Aufenthaltsbereich am Steuerstand eines Segelschiffs.

## Lage und Aufteilung

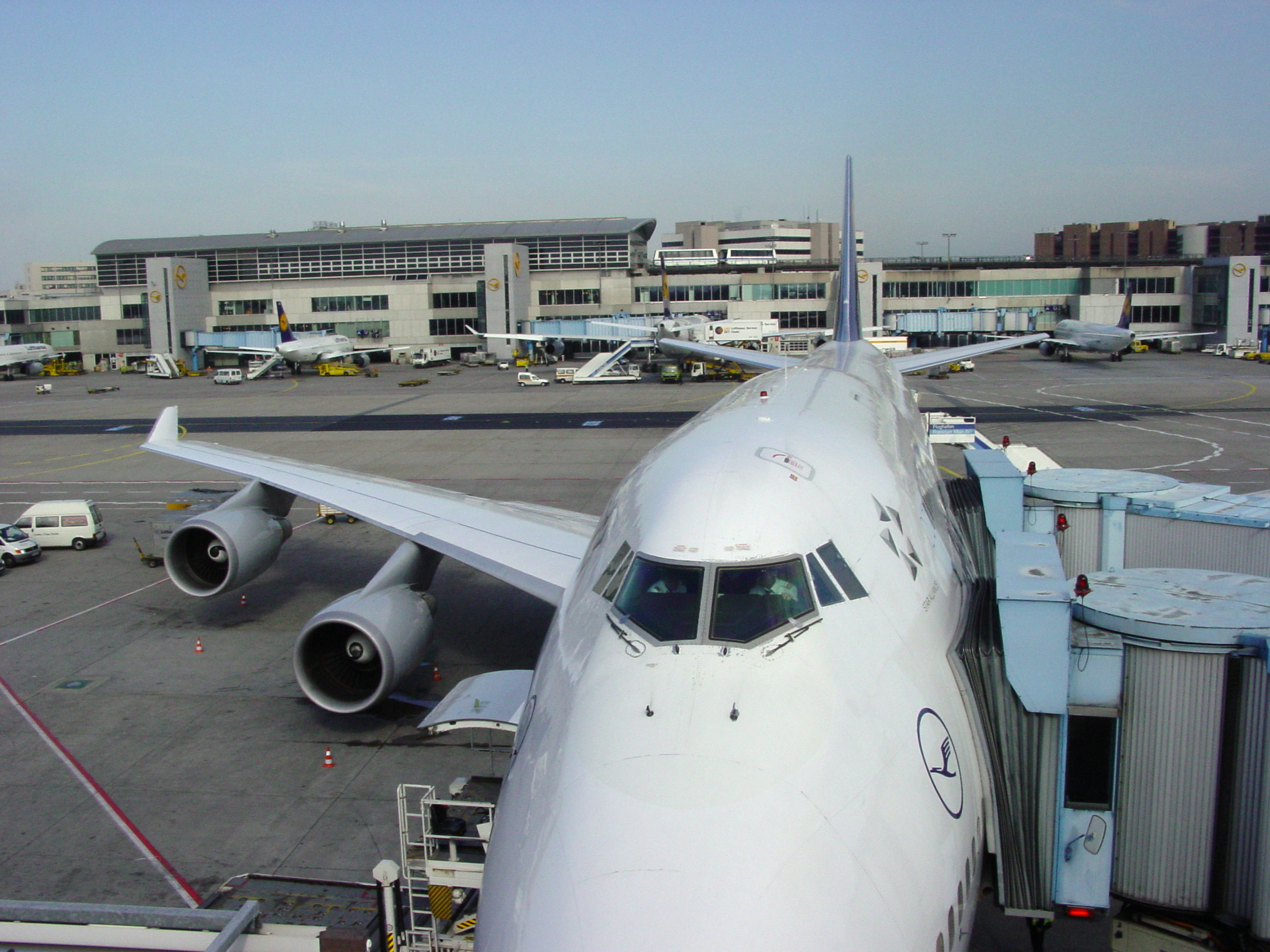
Blick von außen auf das Cockpit einer Boeing 747-400 der Lufthansa

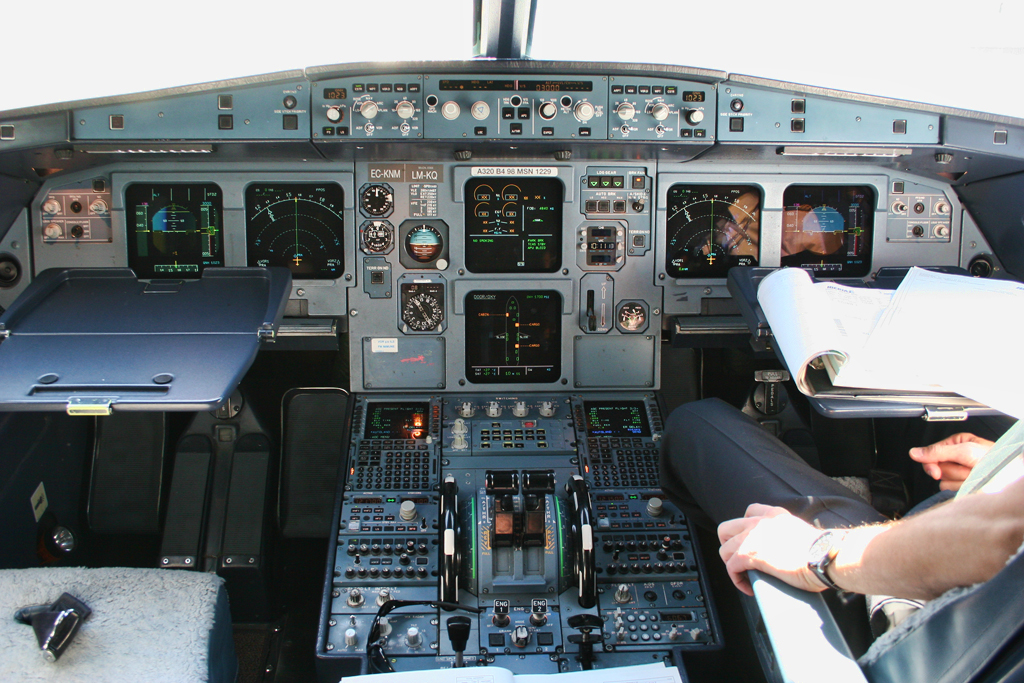
Interaktives Bild: Modernes Cockpit eines Airbus A320 für zwei Piloten

Das Cockpit befindet sich fast immer an der Frontseite des Flugzeuges hinter der Flugzeugnase und meistens direkt hinter der Radarantenne oder bei Frachtflugzeugen mit Bugladeklappe über der Flugzeugnase. Der Kapitän und eventuell sein Co-Pilot sitzen in Flugrichtung. In Starrflügelflugzeugen sitzt der Kapitän in der Regel links vom Kopiloten, in Hubschraubern auf der rechten Seite. In den meisten mehrsitzigen Kampfflugzeugen sitzen der Pilot und der Waffensystemoffizier wegen Platzmangels hintereinander und verständigen sich über eine Sprechanlage. Auch in zweisitzigen Segelflugzeugen oder Kunstflugmaschinen sitzen Pilot und Co-Pilot meist hintereinander, um einen schlankeren Rumpf zu ermöglichen.
Der Flugingenieur, sofern vorgesehen, sitzt bei großen Verkehrsmaschinen meist hinter dem Kopiloten mit Blick auf seine Instrumente auf der Steuerbordseite. Auf seinem drehbaren Stuhl sitzt er meist quer zur Flugrichtung, außer bei Start und Landung. Der Navigator (den es bis in die 1970er-Jahre im Cockpit größerer Flugzeuge noch gab, ebenso wie noch früher einen Funker) saß dementsprechend noch ein Stück weiter hinten (um einen Durchgang freizulassen), meist hinter dem Kapitän, quer zur Flugrichtung mit Blick auf seine Instrumente an der Backbordseite.
Größere Fluggeräte haben ein abgetrenntes Cockpit, so dass Störungen bei der Arbeit vermieden werden. Das erste Flugzeug mit einer abgeschotteten Kabine war das 1913 gebaute Flugzeug The Grand von Igor Iwanowitsch Sikorski.

## Ausstattung
Im Cockpit eines modernen Verkehrsflugzeuges sind mehrere Hundert Bedien- und Kontrollelemente für den Betrieb, die Steuerung, die Kontrolle, die Navigation, die Kommunikation und den Betriebsablauf vorhanden. Das Cockpit der Boeing 747-300 beinhaltet beispielsweise 971 Bedienelemente und Anzeigen. Mit dem Fortschreiten der Computertechnik ist die Anzahl immer kleiner geworden, sie liegt heute bei Großraumflugzeugen etwa bei 300. Es lassen sich heute mehr Informationen abrufen, jedoch werden nicht mehr alle gleichzeitig angezeigt. Viele Funktionen werden jetzt über die Menüstruktur der Flight Management Systeme bedient.

### Steuerung

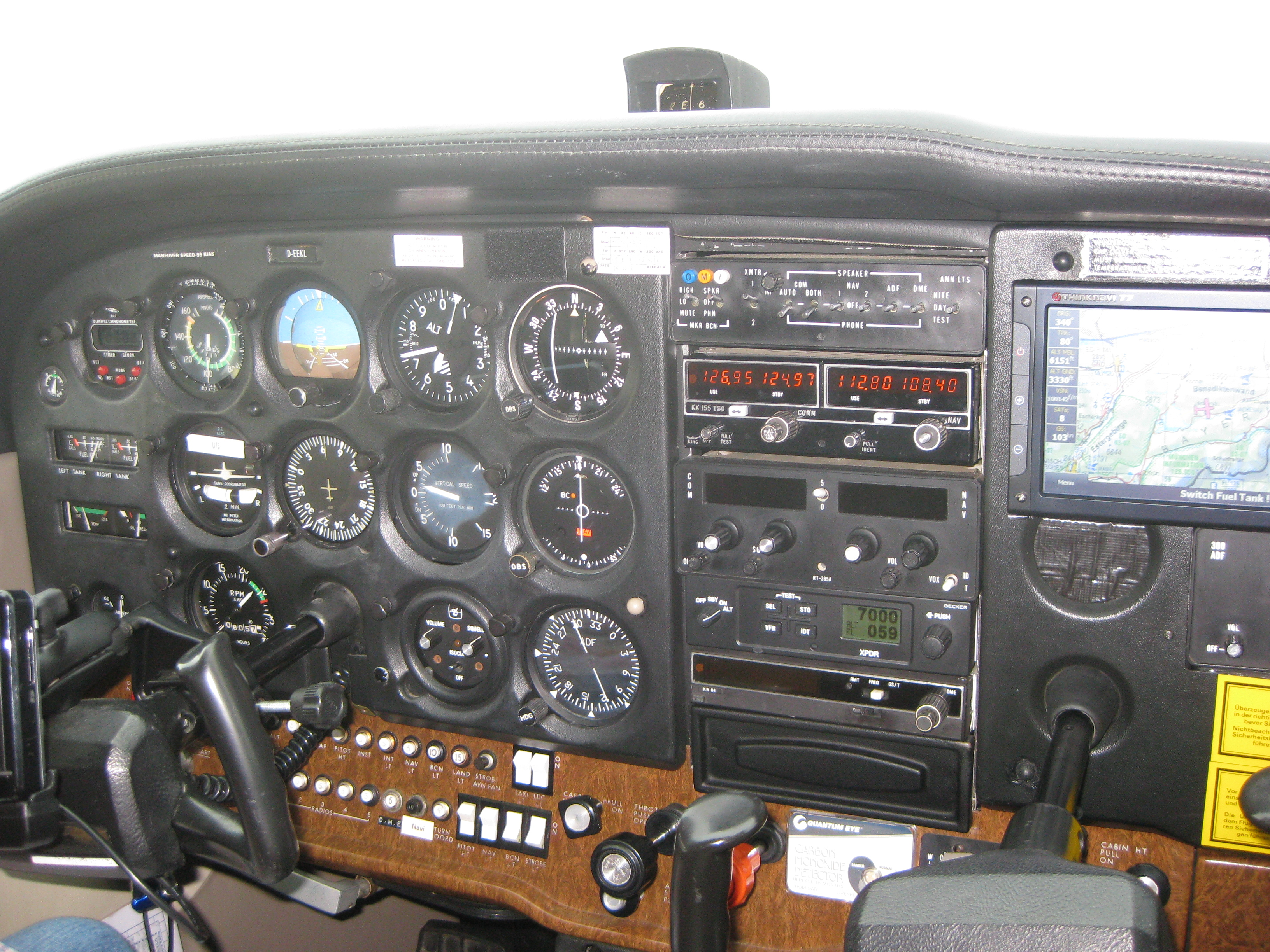
Interaktives Bild: Cockpit einer Cessna 172

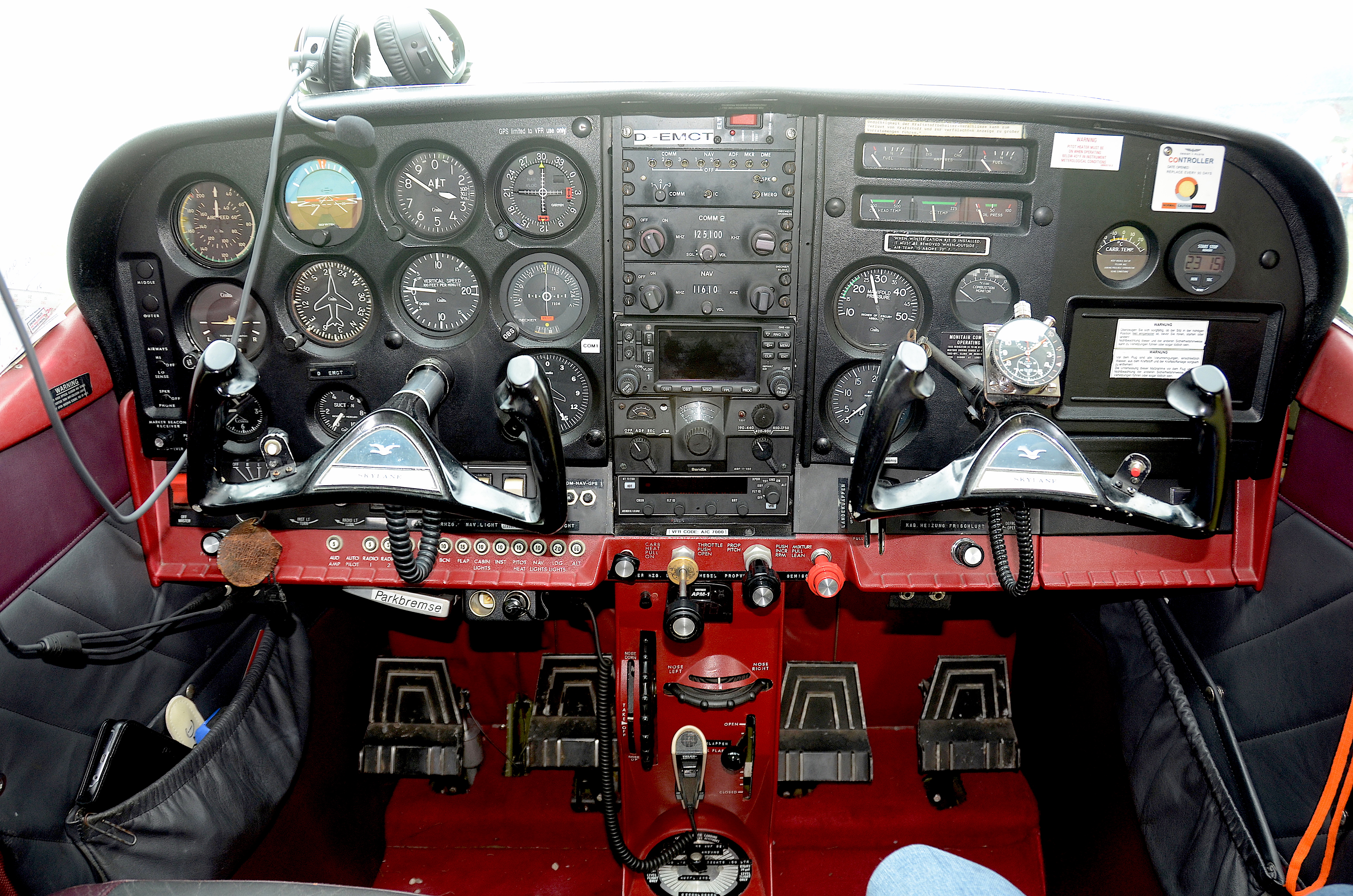
Cockpit einer Cessna 182D Skylane (auch Pedale sichtbar)

Die wichtigsten Bedienelemente sind das Steuerhorn oder der Steuerknüppel, heute auch Sidesticks, für Höhen- und Querruder, Pedale für Seitenruder und Radbremsen, Gas- oder Schubhebel und Hebel zur Bedienung der Auftriebshilfen, der Störklappen und des Fahrwerks, sowie Handräder für die Bugradsteuerung beim Rollen am Boden. In älteren Modellen werden mechanische Elemente durch Seilzüge gesteuert, heute findet bei großen Flugzeugen Fly-by-Wire Anwendung.

### Funk und Navigation
Weiterhin finden sich im Cockpit die Bedieneinheiten der Funkgeräte, des Flight Management Systems, des Autopiloten und eventuell automatischer Schubregelanlagen, der Sicherungsautomaten, der Feuerlöschanlagen, der Sprechanlage usw.

### Instrumente

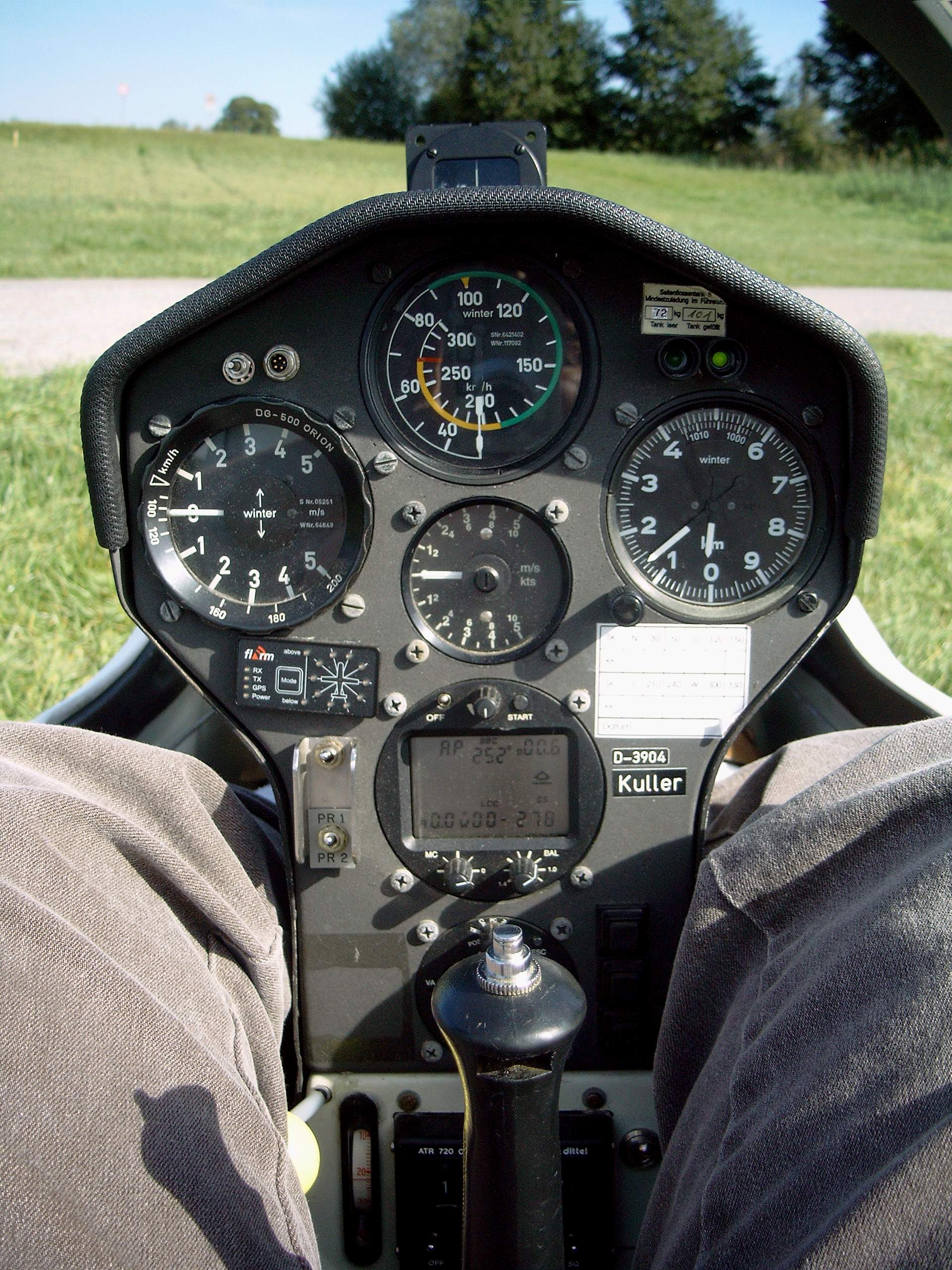
Interaktives Bild: Cockpit eines Segelflugzeugs des Typs Glaser-Dirks DG-500

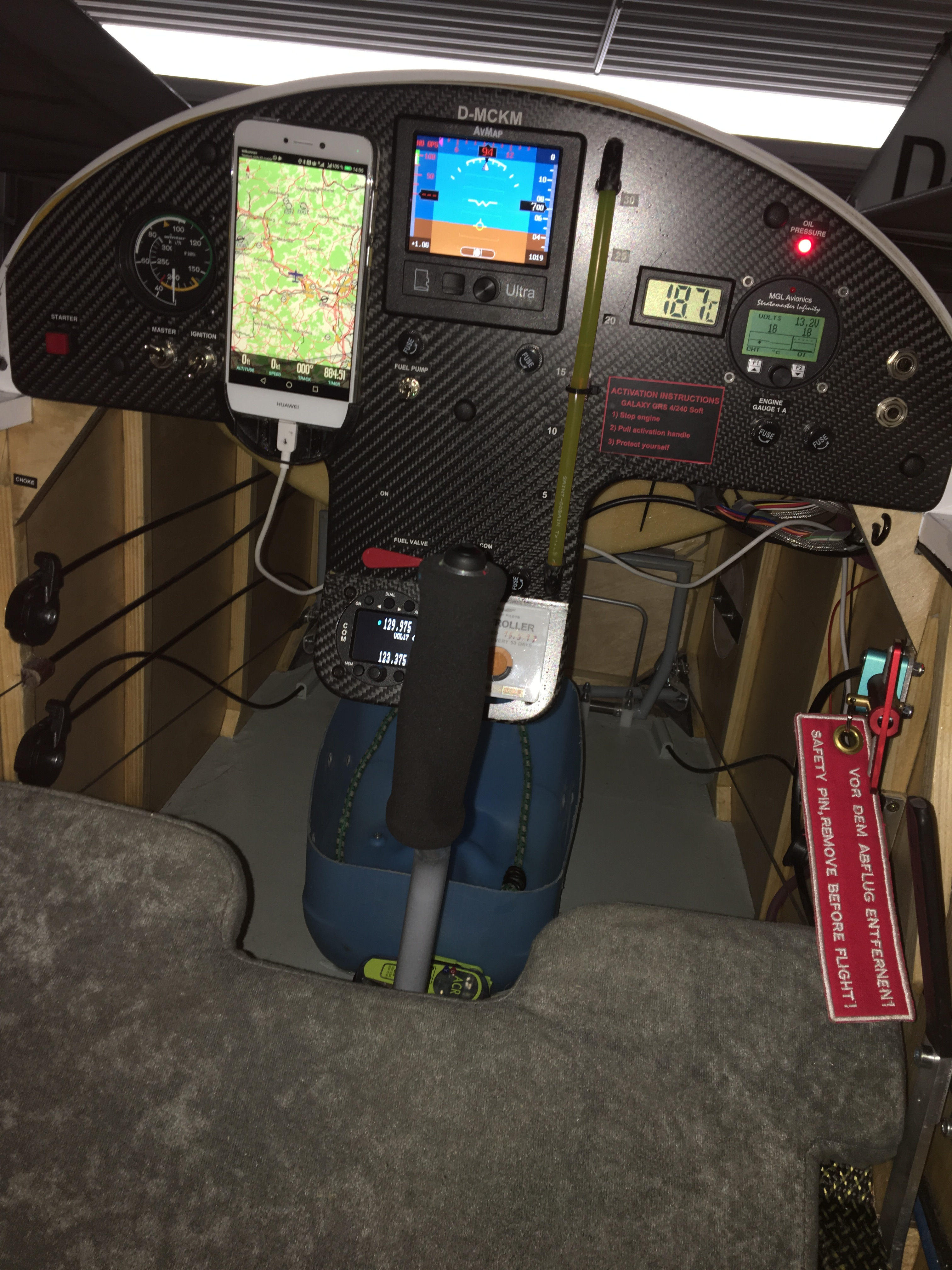
Digitales und analoges Cockpit einer SD1 Minisport 120 kg Klasse

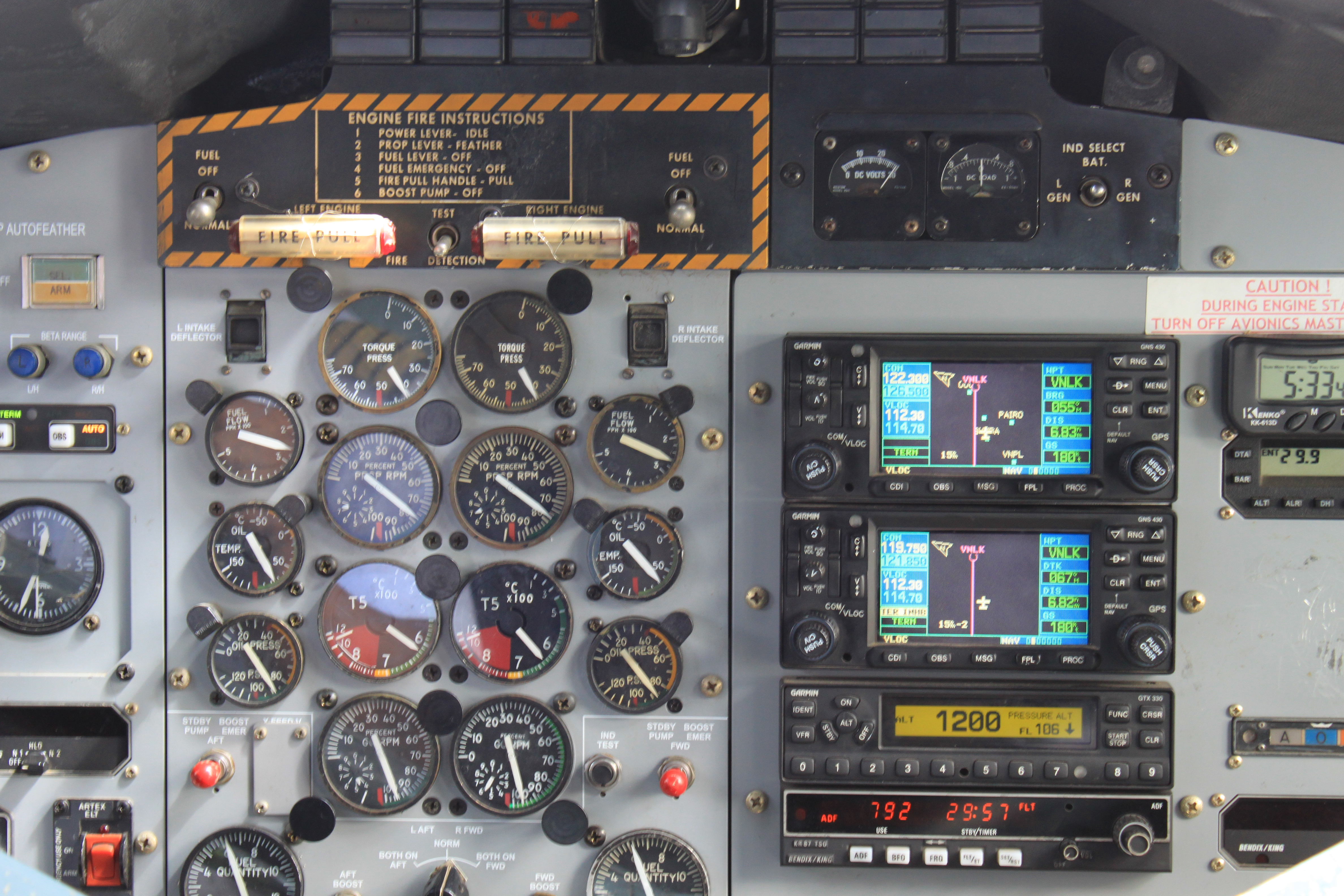
Instrumente im Cockpit einer
DHC-6 Twin Otter

Wichtige Instrumente sind der Fahrtmesser, der künstliche Horizont, der Höhenmesser, das Variometer, der Kurskreisel, der Kompass,  der Drehzahlmesser, der Wendezeiger, der Radiokompass, der VOR-Anzeiger, die Tankmengenanzeige, die Öldruck- und Öltemperaturanzeige und die Ladedruckanzeige.
Bei modernen Flugzeugen spricht man von einem Electronic Flight Instrument System (EFIS). Im Gegensatz zu klassischen Instrumenten enthält es zunehmend Bildschirme, auf denen die Informationen situationsabhängig aufbereitet und graphisch dargestellt werden.

### Sonstige Ausstattung
Auch befinden sich im Cockpit Unterlagen wie Handbücher, Kartenmaterial, Funkfrequenzlisten und andere wichtige schriftliche Aufstellungen. Die bei Verkehrsflugzeugen zahlreichen Bordcomputer befinden sich in der Regel unter oder hinter dem Cockpit.
Die Anzeigen sind hauptsächlich frontal vor dem Körper unterhalb der Sichtachse der Piloten angeordnet, während sich bei Verkehrsflugzeugen die meisten Schalter und Kontrolllampen über dem Kopf oder quer zur Flugrichtung befinden.
Für Nachtflüge müssen sämtliche Anzeigen beleuchtet sein, zusätzlich ist mindestens eine funktionsbereite Taschenlampe mitzuführen. Moderne Cockpits sind mit Computertechnik ausgestattet; so findet man hier eine Vielzahl an großen und kleinen Monitoren vor. Die eigentlichen Computer der Avionik befinden sich in modernen Verkehrsflugzeugen meist in einem Raum unter und/oder hinter dem Cockpit. Der neueste Stand der Technik sind Elektronische Fluginformationssysteme (EFIS), auch „Glascockpits“ genannt.
Piloten tragen in der Regel Kopfhörer oder Headsets, die zur Minderung des Umgebungslärms und zur Entlastung des Gehörs der Piloten oft als geräuschreduzierende Kopfhörer ausgestaltet sind. Zum Schutz vor Luftpiraten sind die Türen zur Kabine bei Passagierflugzeugen heute verriegelt und gepanzert. In Kampfflugzeugen sind die Sitze der Piloten als Schleudersitz ausgestaltet. Bei der Auslösung wird die Glaskuppel weggesprengt. Notausstiege gibt es meist nur in größeren Flugzeugen.

### Fenster
Die Fenster des Cockpits oder bauartbedingt die gläserne Cockpithaube (engl. Canopy) ermöglichen den direkten Blick in Flugrichtung und möglichst viel Rundumsicht. Eine berühmte Ausnahme ist das Cockpit der Spirit of St. Louis, das nur seitliche Fenster hatte. Fenster oder Haube bestehen bei kleineren Flugzeugen meist aus Plexiglas, bei größeren sowie Kampfflugzeugen in der Regel aus Verbund-Sicherheitsglas.
Bei Verkehrsflugzeugen sind die Scheiben meist entspiegelt, verfügen häufig über Scheibenwischer an den Frontscheiben und können dort teilweise mit einer wasserabweisenden Flüssigkeit, dem „Rain Repellent“ benetzt werden.
Zudem können Cockpitscheiben eine optisch weitestgehend durchsichtige, jedoch elektrisch leitfähige Zwischenschicht enthalten, mit deren Hilfe die Scheiben beheizt werden können.
Im Normalfall gibt es Sonnenblenden zur Front, teilweise auch zur Seite. Die Seitenfenster können bei vielen Mustern geöffnet werden. Manche Flugzeugtypen und sehr viele Hubschrauber haben auch Fenster für Sicht nach unten seitlich und frontal.
Einige Militärflugzeugtypen hatten früher Fenster im Boden, damit der Bordschütze von unten angreifende feindliche Jäger (siehe auch Schräge Musik) sehen und mit Bordwaffen bekämpfen konnte. Oft waren diese Fenster unterhalb des Cockpits eingebaut.

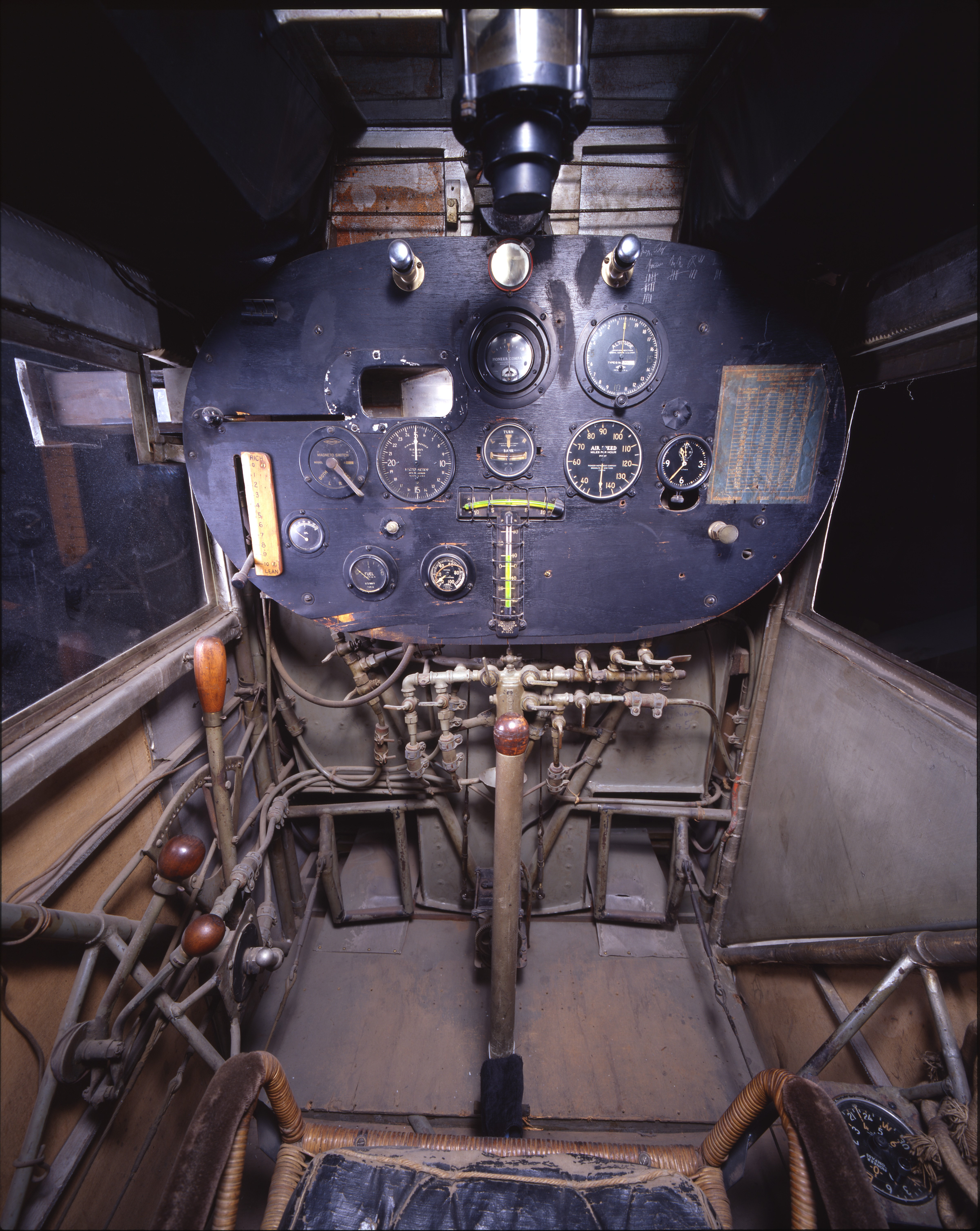
Spirit of St. Louis, Cockpit ohne Frontfenster
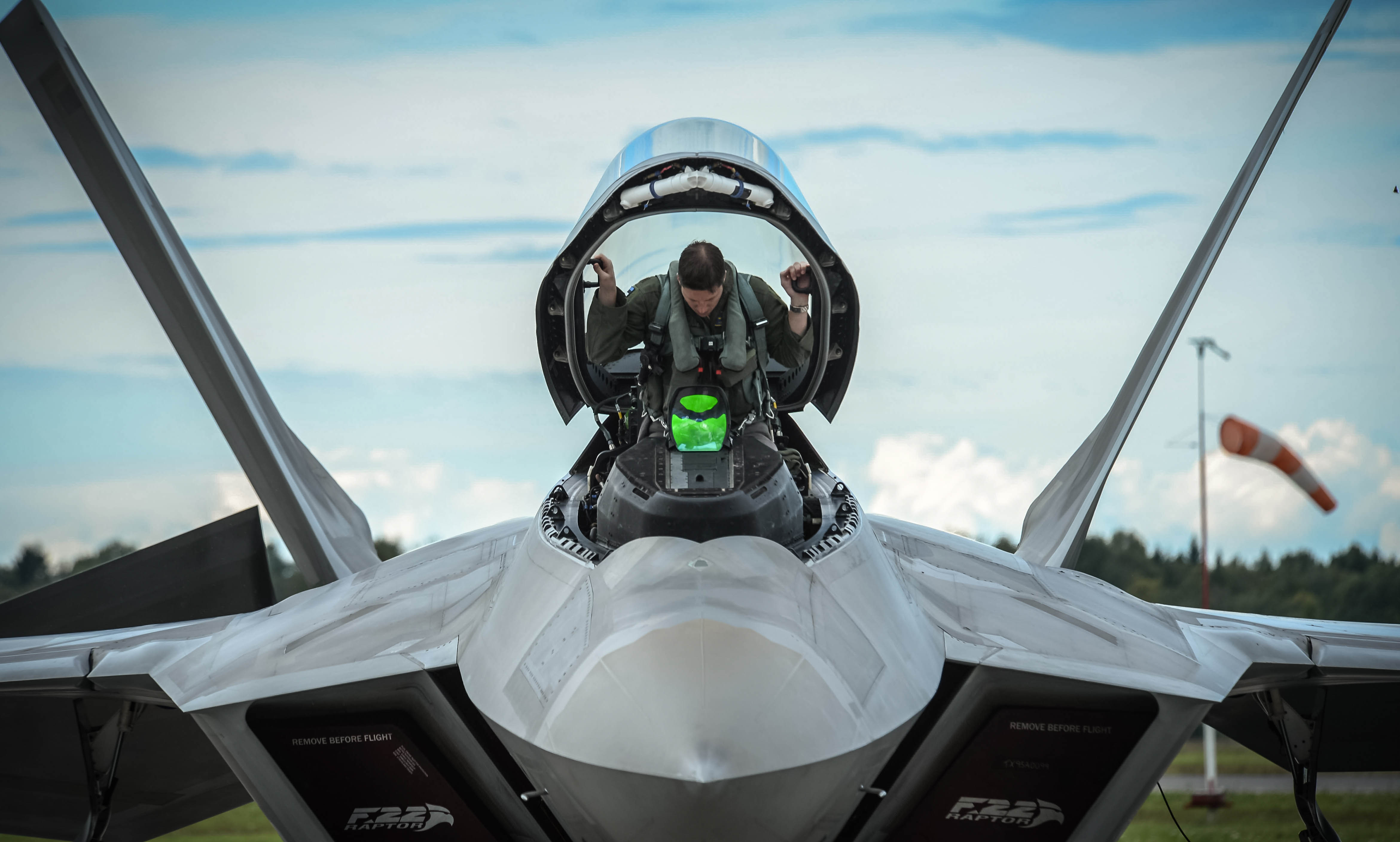
Geöffnete Cockpithaube einer F-22